# Hoplitis insularis
Hoplitis insularis is een vliesvleugelig insect uit de familie Megachilidae. De wetenschappelijke naam van de soort is voor het eerst geldig gepubliceerd in 1885 door Schmiedeknecht.